# Tailgrab
Un tailgrab est une figure (trick) de planche à roulettes (skateboard) qui consiste à agripper la queue (tail) de la planche d'une seule main, en décollant d'une rampe ou en faisant un ollie.  